# Марти, Андре
Андре́ Марти́ (фр. André Marty; 6 ноября 1886 — 23 ноября 1956) — французский коммунистический деятель, член Национального собрания (1924—1955, с перерывами), секретарь Коминтерна (1935—1943), политический комиссар Коминтерна, руководивший Интернациональными бригадами в Испании (1936—1938).

## Биография
Родился в Перпиньяне, в семье торговца вином.
Марти не удалось сдать вступительные экзамены в Военно-морскую академию и он выучился на механика на свои средства.
В январе 1908 года поступил механиком на службу в ВМФ Франции. Участвовал в походах в Китай, Индокитай, на Балканы и в Марокко.
Марти был инициирован в масонскую ложу «Королевское искусство Св. Иоанна» в Перпиньяне, которая находилась под юрисдикцией Великой ложи Франции, куда он был принят благодаря поручительству своего покровителя инженера-строителя Можнэ. Он также участвовал в собраниях Шотландской ложи, которая находилась под юрисдикцией Великой ложи Франции. С августа 1914 года, Марти не часто посещал масонские ложи, но тем не менее принял участие в конференции на тему «Война на море» в ложе «Королевское искусство Св. Иоанна» в Перпиньяне.
В 1917 году Марти получил должность корабельного инженера-механика. В ноябре 1918 года французская эскадра была направлена в Чёрное море для участия в иностранной военной интервенции в России. Марти служил инженером-механиком на эскадренном миноносце Протэ.
19 апреля 1919 года Андре Марти стал одним из руководителей восстания на французской эскадре. Марти был арестован, судим и приговорен к двадцати годам каторжных работ. В июле 1923 года благодаря широкой международной кампании в его поддержку был помилован. После помилования в 1923 году, незадолго до вступления во французскую коммунистическую партию, он покинул масонство.
В 1924 году стал членом ЦК ФКП и тогда же был избран в Национальное собрание Франции от Сены и Уазы. 4 ноября 1924 года на эскадренном миноносце «Незаможник» нанес визит в город Николаев.
12 ноября 1927 года был награждён орденом Красного Знамени.
В 1931 году Марти начал активно работать в Коминтерне, в 1936 году был избран в Президиум и Секретариат Коминтерна.
В 1936 году в связи с началом Гражданской войны в Испании, он был направлен Коминтерном в Испанию руководить Интернациональными бригадами. В честь Марти был назван франко-бельгийский батальон в XII Интернациональной бригаде. Был известен жестокими методами наведения порядка, получил прозвище «Мясник Альбасете». Именно поэтому в романе «По ком звонит колокол» Хемингуэй выставил Андре Марти в крайне негативном свете.
Весной 1939 года Гражданская война в Испании закончилась. Вместо того чтобы вернуться во Францию, Марти отправился в СССР, работать для Коминтерна.
С началом Второй мировой войны возвращение в оккупированную Францию было бы слишком опасно для него.
С мая по октябрь 1943 года, после успеха Марокко-Алжирской операции, Марти был направлен в Алжир официальным представителем ФКП в движении Де Голля «Сражающаяся Франция».
После освобождения Парижа в августе 1944 года Марти вернулся во Францию. Он попытался воспользоваться хаосом, который царил в первые дни Временного правительства де Голля, призывая к началу революции, но не смог добиться поддержки ни других руководителей ФКП, ни Сталина.
В 1948 году опубликовал в газете «L’Humanité (Юманите)» статью с критикой в адрес ВКП(б) и лично Сталина.
Марти был вновь избран депутатом Национального собрания, хотя нападки на него в прессе значительно уменьшили его влияние в ФКП.
Его карьера фактически закончилась, когда Этьен Фажон обвинил Марти и его бывшего товарища по службе во флоте Шарля Тийона в сотрудничестве с полицией. Дело Марти-Тийона, тянувшееся несколько месяцев, завершилось исключением Марти из ФКП 7 декабря 1952 года. Книги А. Марти были изъяты, а его портрет и упоминания о нём были исключены из советских учебников истории.
Марти оставался депутатом до 1955 года, когда он подал в отставку и обосновался в деревне близ Тулузы.
Умер от рака лёгких 23 ноября 1956 года.

## Память
- В честь Андре Марти были названы: Завод № 198 имени Андре Марти (г. Николаев), Судоремонтный завод имени Андре Марти (г. Одесса, ныне ОСП «Судоверфь „Украина“» Одесского морского торгового порта), Судостроительный завод имени Андре Марти (г. Ленинград); улицы во Львове (ныне Химическая)[5], в Астане, Владивостоке (ныне Муравьева-Амурского), Екатеринбурге (ныне Мельковская), Николаеве (ныне Рюмина); переулок в Одессе (ныне Волжский). Село Андре Марти и Андре-Мартиский сельсовет в Новобугском районе Николаевской области[6] (ныне село в составе села Каменное и Каменский сельсовет).

- В январе 1922 года в состав Морских сил Чёрного моря[7]. вошел миноносец «Строгий», который в июле 1923 года получил название «Марти́» (в честь французского коммуниста Андре Марти).

- В 1933—1936 годах на заводе им. Марти (Ленинград), бывшая императорская яхта «Штандарт» (с 1918—1936 годах — называлась яхта «18 марта»), была переоборудована в минный заградитель и, приказом командующего Морскими силами Балтийского моря Л. М. Галлера от 22 января 1934 года, переименована в «Марти». В 1948 году, после публикации в газете «L’Humanité (Юманите)» статьи Андре Марти с критикой в адрес ВКП (б) и лично И. В. Сталина, вновь сменил название на «Ока»[8][9].